# Hutong
Hutong (poenostavljeno kitajsko: 胡同; tradicionalno kitajsko: 衚衕 or 胡同; pinjin: hútòng) je vrsta ozke ulice ali aleje, ki jo pogosto povezujejo s severnokitajskimi mesti, zlasti s Pekingom.
V Pekingu so hutongi ulice, ki jih tvorijo vrste sihejuanov, tradicionalnih dvoriščnih rezidenc. Številne soseske so nastale tako, da so se eni sihejuani združili v hutong, nato pa so se eni hutongi združili v druge. Za takšne soseske se tudi uporablja beseda hutong.
Od sredine 20. stoletja so bili številni pekinški hutongi porušeni, da bi naredili prostor za nove ceste in stavbe. V zadnjem času pa so bili številni označeni kot zaščiteni, da bi ohranili ta vidik kitajske kulturne zgodovine. Hutongi so bili prvič ustanovljeni v dinastiji Juan (1279–1368), nato pa so se razširili v dinastijah Ming (1368–1644) in Čing (1644–1911).

## Zgodovina
V času kitajskega dinastičnega obdobja so cesarji načrtovali mesto Peking in uredili stanovanjska območja glede na družbene razrede dinastije Džov (1027–256 pr. n. št.). Izraz hutong se je prvič pojavil v času dinastije Juan in je izraz mongolskega izvora, ki pomeni 'vodnjak'.
V dinastiji Ming (zgodnje 15. stoletje) je bilo središče Prepovedano mesto, ki ga je v koncentričnih krogih obdajalo Notranje in Zunanje mesto. Državljani z višjim družbenim statusom so smeli živeti bližje središču krogov. Aristokrati so živeli vzhodno in zahodno od cesarske palače. Veliki sihejuani teh visokih uradnikov in bogatih trgovcev so pogosto imeli lepo izrezljane in poslikane strešne tramove in stebre ter skrbno urejene vrtove. Hutongi, ki so jih oblikovali, so bili urejeni, obdani s prostornimi hišami in obzidanimi vrtovi. Dlje od palače, severno in južno od nje, so živeli meščani, trgovci, obrtniki in delavci. Njihovi sihejuani so bili veliko manjši in preprostejše zasnove ter dekoracije, hutongi pa so bili ožji.
Skoraj vsi sihejuani so imeli glavne stavbe in vrata obrnjena proti jugu zaradi boljše osvetlitve; zato večina hutongov poteka od vzhoda proti zahodu. Med glavnimi hutongi so proti severu in jugu potekale številne majhne ulice za lažji prehod.
Zgodovinsko gledano se je hutong nekoč uporabljal tudi kot najnižja raven upravnih geografskih delitev znotraj mesta v starodavni Kitajski, kot v sistemu paifang (牌坊): največja delitev znotraj mesta v starodavni Kitajski je bil fang (坊), kar ustreza današnjemu dnevnemu okrožju. Vsak fang (坊) je bil obdan z zidovi ali ograjami, vrata teh ograjenih prostorov pa so bila vsako noč zaprta in varovana, nekako podobno sodobni zaprti skupnosti. Vsak fang (坊) je bil nadalje razdeljen na več plošč ali pai (牌), kar je enakovredno današnji (nekorporirani) skupnosti (ali soseski). Vsak pai (牌) je nato vseboval območje z več hutongi, v času dinastije Ming pa je bil Peking razdeljen na skupno 36 fangov (坊).
Vendar pa se je starodavni kitajski sistem delitve mestne uprave umaknil delitev prebivalstva in gospodinjstev namesto geografskih delitev, hutongi niso bili več uporabljeni kot najnižja raven upravne geografske delitve in so jih nadomestili drugi pristopi k deljenju.

## V obdobju Republike Kitajske
Na prelomu 20. stoletja je dvor dinastije Čing razpadal, ko se je končala kitajska dinastična doba. Prizadeta je bila tudi tradicionalna ureditev hutongov. Na obrobju starega mesta so se začeli pojavljati številni novi, zgrajeni naključno in brez očitnega načrta, medtem ko so stari izgubili svoj nekdanji urejen videz. Tudi družbena stratifikacija prebivalcev se je začela izgubljati, kar je odražalo propad fevdalnega sistema.
Številna takšna območja, podobna hutongom, so bila porušena. V obdobju Republike Kitajske od leta 1911 do 1948 je bila družba nestabilna, polna državljanskih vojn in ponavljajočih se tujih vpadov. Peking se je poslabšal, razmere v hutongih pa so se poslabšale. Sihejuani, ki so bili prej v lasti in v katerih so živele posamezne družine, so bili razdeljeni in si jih je delilo veliko gospodinjstev, po potrebi pa so bili dograjeni dodatki, zgrajeni z vsemi razpoložljivimi materiali. Število 978 hutongov, navedenih v zapisih dinastije Čing, se je do leta 1949 povečalo na 1330. Leta 2008 so v nekaterih hutongih, kot so tisti v Da Ši Lanu, razmere še vedno slabe.

## V Ljudski republiki
Z močno rastjo urbanizacije Kitajske so bili številni pekinški hutongi v obdobju 1989–2019 porušeni, preostale ulice pa so bile pogosto spremenjene v turistične znamenitosti kot predmeti zgodovinskega varstva.(str.359)
Številni hutongi, nekateri stari več sto let, v bližini Zvonika in Bobnastega stolpa ter jezera Šičahai so ohranjeni med poustvarjenimi sodobnimi dvo- in trinadstropnimi različicami. To območje je polno turistov, mnogi od njih si četrt ogledujejo s rikšami.
Danes so hutongi, tako kot v preteklosti, dom slavnih osebnosti, lastnikov podjetij in uradnikov. Po protestih na Trgu nebeškega miru leta 1989 je Džao Zijang petnajst let hišnega pripora preživel v hutongu. Džaojev hutong je prej zasedal eden od frizerjev cesarice vdove Ciši.

## Kultura
Hutongi predstavljajo pomemben kulturni element mesta Peking. Zaradi dolge zgodovine Pekinga in statusa prestolnice šestih dinastij ima skoraj vsak hutong svoje anekdote, nekateri pa so celo povezani z zgodovinskimi dogodki. V nasprotju z dvornim življenjem in elitno kulturo, ki jo predstavljajo Prepovedano mesto, Poletna palača in Nebeški tempelj, hutongi odražajo kulturo navadnih prebivalcev Pekinga. Hutongi so stanovanjske soseske, ki še vedno tvorijo srce starega Pekinga.
Od leta 2014 do 2019 se je igrala raziskovalna igra z imenom 胡同谜踪 ali Hutongove dirke. Ekipe podrobno raziskujejo hutonge znotraj enega mestnega bloka in izvajajo dejavnosti, ki temeljijo na umetnosti, hrani, kaligrafiji, zgodovini in tehnologiji, pogosto pa tudi z lokalnimi podjetji.

## Druge informacije
Vsak hutong ima ime. Nekateri so od svojega nastanka imeli le eno ime, drugi pa so jih imeli skozi svojo zgodovino več.
Mnogi hutongi so bili poimenovani po svoji lokaciji, lokalni znamenitosti ali podjetju, kot so:
- Mestna vrata, kot je Notranji hutong Šidžimen, kar pomeni, da je ta hutong v soseski Šidžimen Nei ali Šidžimen znotraj, ki je na mestni strani vrat Šidžimen, vrat na mestnem obzidju.
- Tržnice in podjetja, kot sta hutong Jangši (Jangši dobesedno pomeni ovčja tržnica) ali hutong Jizi (lokalni izraz za milo je jizi)
- Templji, kot je hutong Guanjinsi (Guanjinsi je tempelj Kuan-jin)
- Lokalne značilnosti, kot je hutong Liušu (Liušu pomeni vrba), ki se je prvotno imenoval Liušudžing Hutong, dobesedno 'Hutong z vodnjakom vrbe', po lokalnem vodnjaku.

Nekateri hutongi so bili poimenovani po ljudeh, na primer Mengduan Hutong (poimenovan po Meng Duanu, županu Pekinga v dinastiji Ming, čigar rezidenca je bila v tem hutongu).
Drugi so dobili ugodno ime z besedami s splošnimi pozitivnimi lastnostmi, na primer Šičing Hutong (Šičing pomeni srečen).
Hutongi, ki si delijo ime, ali daljši hutongi, razdeljeni na dele, so pogosto prepoznavni po smeri. Na primer, obstajajo trije Hongmen Hutongi ('Hutongi z rdečimi vrati'), in sicer Zahodni Hongmen Hutong, Vzhodni Hongmen Hutong in Južni Hongmen Hutong (vsi trije hutongi so bili leta 2011 uničeni in ne obstajajo več).
Medtem ko je večina pekinških hutongov ravnih, se Džiudaovan Hutong obrne devetnajstkrat. Je v bližini postaje Beišinčiao in njegovo ime 九道弯 dobesedno pomeni 'Devet zavojev'.
V svojem najožjem delu je Čjanši Hutong blizu Čjanmena (prednjih vrat) širok le 40 centimetrov.

## Galerija
- Hutongi v Pekingu
- Strukturni diagram siheyuana
- Prodajalnica z rezanci
- Št. 6 Fučjang Hutong, kjer sta zaporedoma živela dva odstavljena voditelja: Džao Zijang in Hu Jaobang
- Ženska, ki se v ulici vozi z motorjem na baterije